# Hordeum secalinum
Hordeum secalinum Schreb. — вид рослин родини тонконогові (Poaceae).

## Опис
Це однорічна рослина 20–80 см заввишки. Основа потовщена. Листки 2–15 см × 2–6 мм. Язичок 0.5–1 мм завдовжки. Колос 2–5 см завдовжки. Колоскові луски подібні, 7–14 мм. Родюча лема ланцетна, 6–9 мм, поверхня гладка, вершина загострена. 2n = (14)28(42). Період цвітіння: червень.

## Поширення
Північна Африка: Мадейра, Марокко, Алжир, Туніс; Азія: Ліван-Сирія, Палестина, Азербайджан; Європа: Бельгія, Болгарія, Чехія, Данія, Франція (у т. ч. Корсика), Німеччина, Велика Британія, Греція, Ірландія, Італія (у т. ч. Сицилія, Сардинія), Мальта, Крим — Україна, Люксембург, Нідерланди, Північний Кавказ — Росія, Польща, Португалія, Румунія, Іспанія, Швеція, Швейцарія, Словенія, Північна Македонія; інтродукція: Австралія, Нова Зеландія.
Зростає у вологих, солоних, переважно прибережних районах або дуже розкиданих внутрішніх районах у солоних або (рідко) прісноводних місцях проживання, таких як луки та пасовища. Він рідко зустрічається в рудеральних районах.

## Використання
Hordeum secalinum є третинним генетичним родичем ячменю (H. vulgare), тому він має потенціал для використання як донора генів для покращення врожаю.

## Галерея

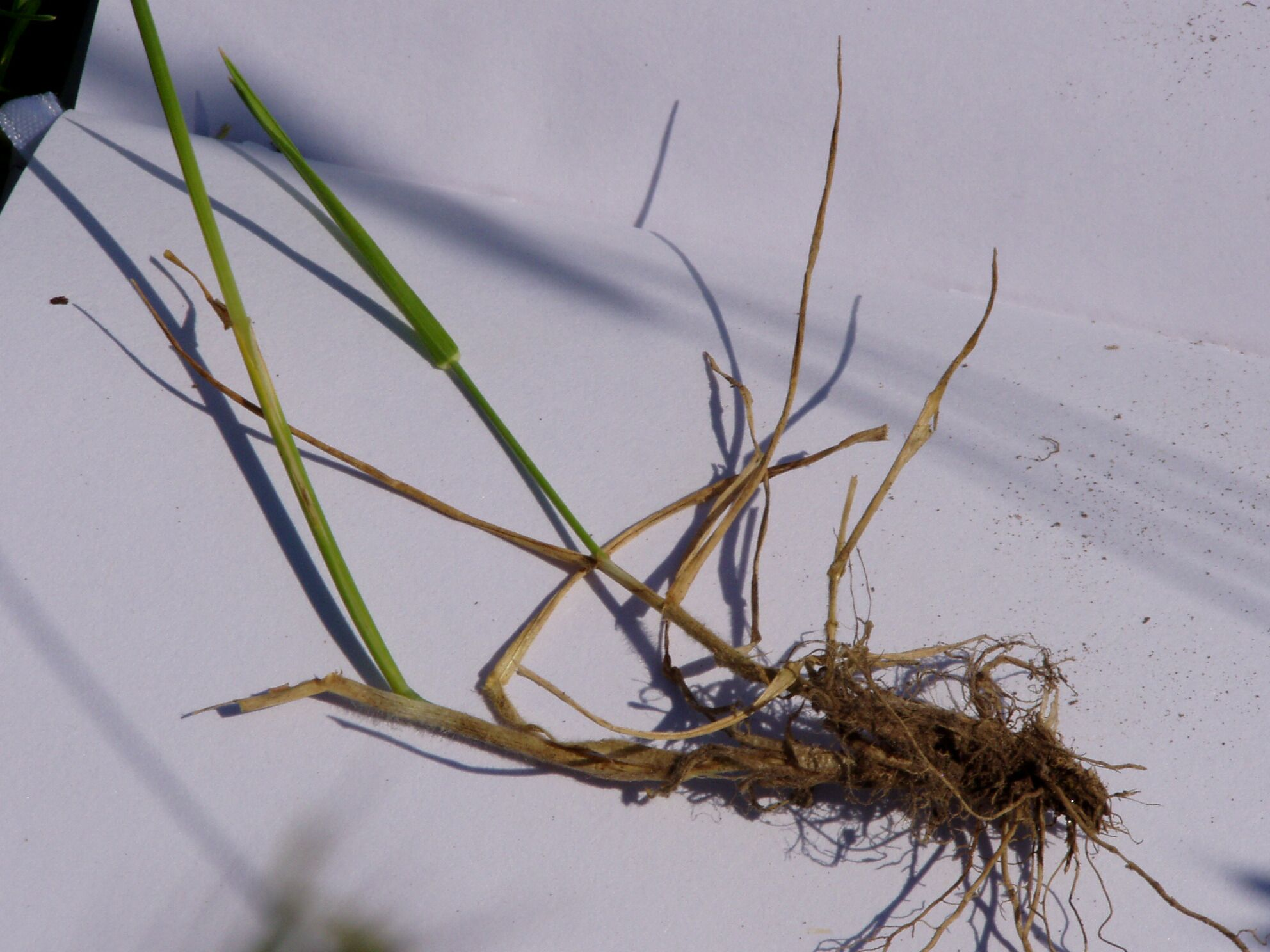
столони
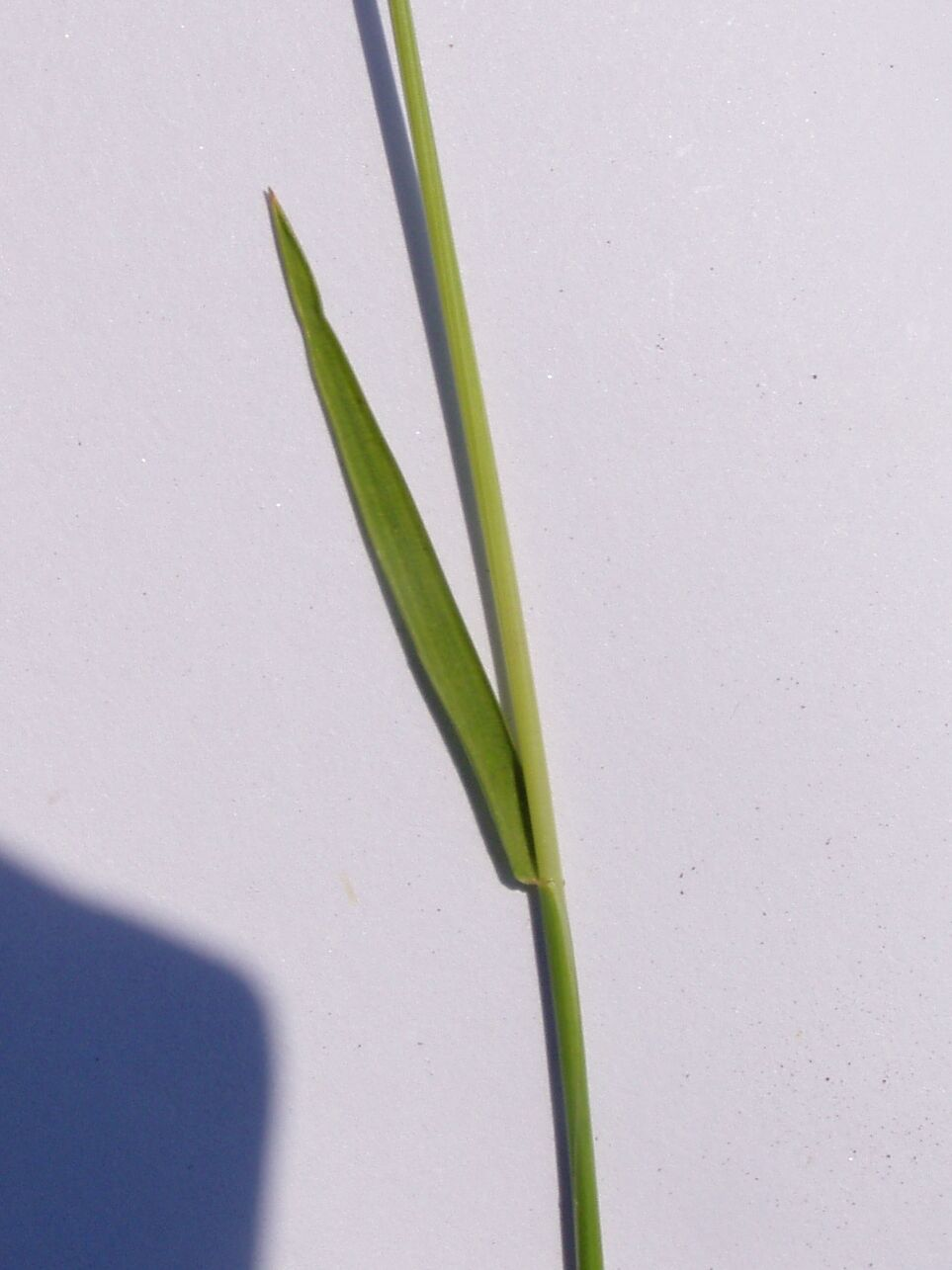
стебловий листок
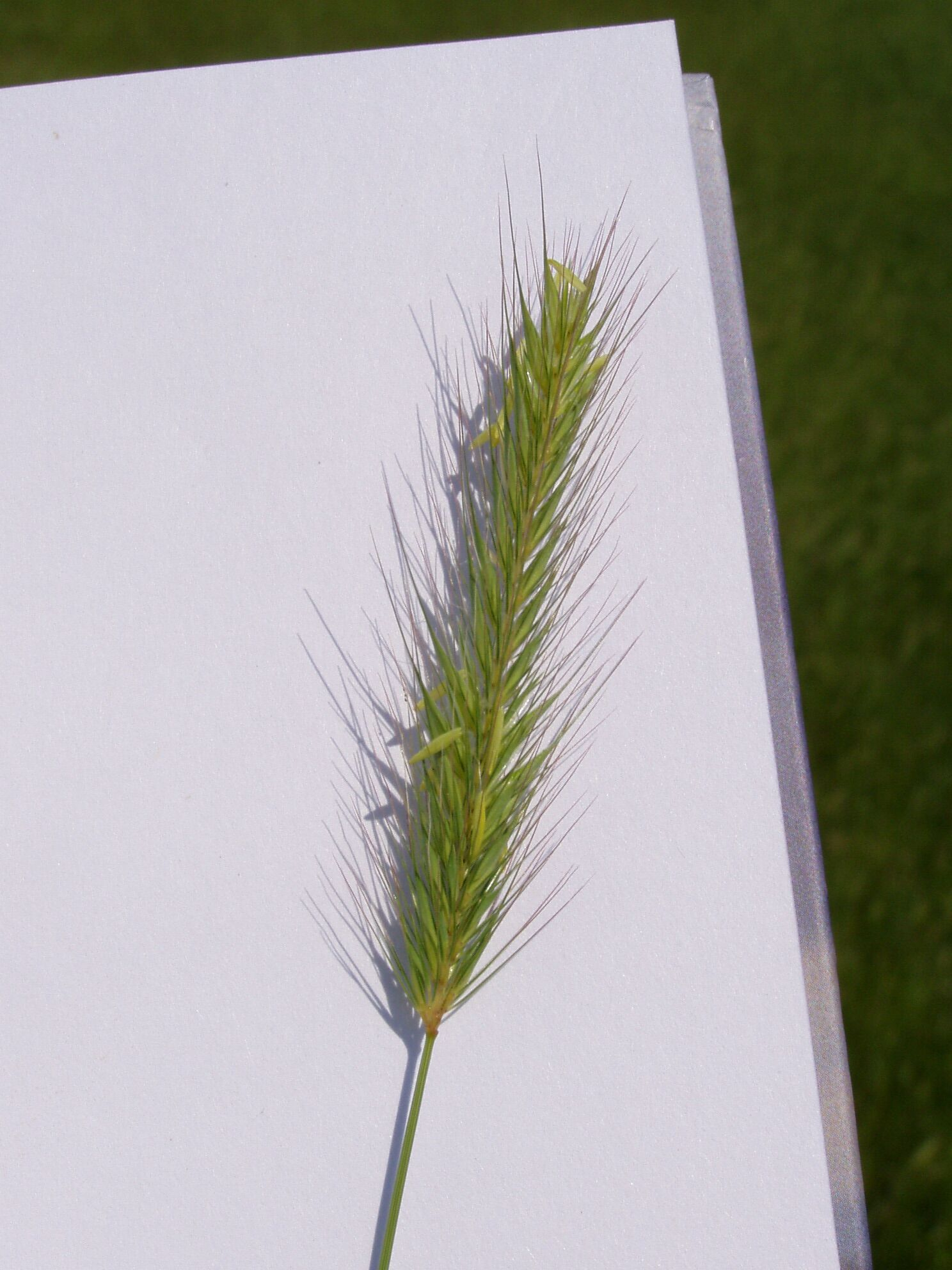
колос